# Syrphophagus taeniatus
Syrphophagus taeniatus är en stekelart som först beskrevs av Förster 1861.  Syrphophagus taeniatus ingår i släktet Syrphophagus, och familjen sköldlussteklar. Arten är reproducerande i Sverige.